# Panajotis Fasulas
Panajotis Fasulas (gr. Παναγιώτης Φασούλας; ur. 12 maja 1963 w Salonikach) – grecki koszykarz występujący na pozycji środkowego, a także polityk.

## Życiorys
W Grecji grał w klubach PAOK Saloniki (1983–1993) i Olympiakos Pireus (1993–1999). Od 1985 do 1986 występował w Stanach Zjednoczonych w drużynie uczelni North Carolina State University. Wywalczył m.in. mistrzostwo Euroligi (1997) i Grecji (1992, 1994–1997). Z reprezentacją swojego kraju zdobył mistrzostwo i wicemistrzostwo Europy, uczestniczył w mistrzostwach świata i igrzyskach olimpijskich.
Po zakończeniu kariery sportowej zajął się polityką w ramach Ogólnogreckiego Ruchu Socjalistycznego. Od 2000 do 2004 sprawował mandat posła do Parlamentu Hellenów. W 2006 wybrany na burmistrza Pireusu, stanowisko to zajmował do 2010.

## Osiągnięcia
Na podstawie, o ile nie zaznaczono inaczej.
NCAA
- Uczestnik rozgrywek Elite Eight turnieju NCAA (1986)

Drużynowe
- Mistrz:
  - Euroligi (1997)
  - Pucharu Saporty (1991)
  - Grecji (1992, 1994–1997)
  - Pucharu Grecji (1984, 1994, 1997)
- Wicemistrz:
  - Grecji (1988, 1989, 1991, 1999)
  - Euroligi (1994, 1995)
  - Pucharu Saporty (1992)
  - Pucharu Grecji (1982, 1989–1991)
- Brąz Euroligi (1993, 1999)
- 3. miejsce w Pucharze Saporty (1990)

Indywidualne
- Członek FIBA Hall of Fame (2016)[5]
- MVP:
  - ligi greckiej (1994, 1995)
  - finałów greckiej (1992)
- Lider ligi greckiej w zbiórkach (1987)
- Uczestnik:
  - FIBA All-Star Games (1990, 1991, 1995)
  - spotkania FIBA EuroStars (1996)

Reprezentacja
- Mistrz Europy (1987)
- Wicemistrz Europy (1989)
- Uczestnik:
  - mistrzostw świata (1990 – 6. miejsce, 1994 – 4. miejsce, 1998 – 4. miejsce)
  - igrzysk olimpijskich (1996 – 5. miejsce)[6]
  - mistrzostw Europy (1983 – 11. miejsce, 1987, 1989, 1991 – 5. miejsce, 1993 – 4. miejsce, 1995 – 4. miejsce)
  - igrzysk śródziemnomorskich (1983 – 4. miejsce)
  - kwalifikacji do igrzysk olimpijskich (1984, 1988, 1992)
- Zaliczony do I składu mistrzostw Europy (1987)